# Moritz Wolff (Rabbiner)
Moritz Wolff (geb. 1824 in Meseritz; gest. 1904) war ein Rabbiner, Philologe und Autor, der aus dem Gebiet des heutigen Polen stammte. Er war Mitglied der Deutschen Morgenländischen Gesellschaft (DMG).
Im Jahr 1851 trat Wolff die Nachfolge Carl Heinemanns als Rabbiner der Synagoge in Göteborg an und leitete die Gemeinde bis 1899.

## Werke (Auszug)
- Muhammedanische Eschatologie : nach der Leipziger und der Dresdner Handschrift zum ersten Male arabisch und deutsch mit Anmerkungen, F. A. Brockhaus, 1872 (Digitalisat)
- Bidrag till filosofiens historia med särskildt hänseende till den judiska religionsfilosofien, Stockholm : Bonnier, 1882
- Ṯamāniyat fuṣūl = : Mûsâ Maimûnî's (Maimonides') acht Capitel : arabisch und deutsch ; mit Anmerkungen, Leiden: Brill, 1903